# Yushania rigidula
Yushania rigidula är en gräsart som först beskrevs av E.G.Camus, och fick sitt nu gällande namn av Dieter Ohrnberger. Yushania rigidula ingår i släktet yushanior, och familjen gräs. Inga underarter finns listade i Catalogue of Life.